# The Adorable Deceiver

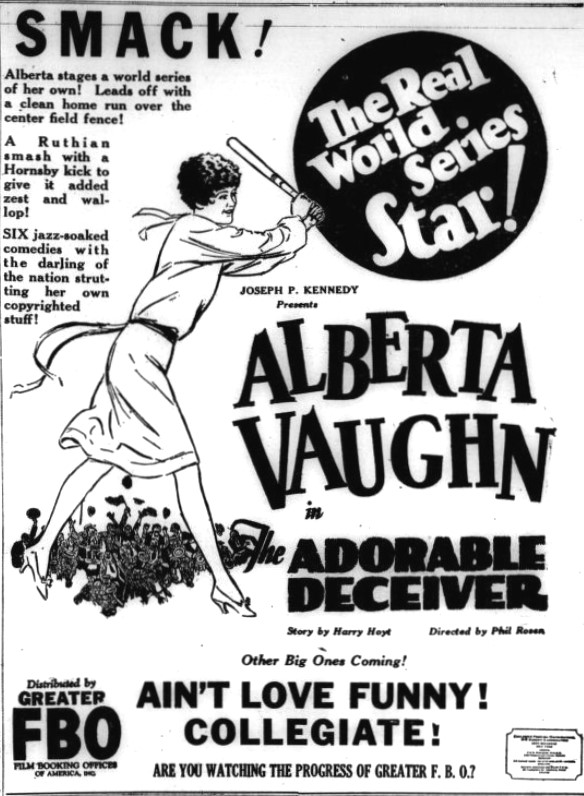
Annonce du film dans Variety.

The Adorable Deceiver est un film américain réalisé par Phil Rosen et sorti en 1926.

## Synopsis
La princesse Sylvia est obligée par des révolutionnaires des balkans de fuir son pays d'origine avec son père le roi Nicolas pour se rendre à New York, où ils se transforment en escrocs bien intentionnés.

## Fiche technique
- Réalisation : Phil Rosen
- Scénario : Doris Anderson d'après Triple Trouble de Harry O. Hoyt
- Production : Robertson-Cole Pictures Corporation
- Photographie : Roy H. Klaffki
- Pays de production :  États-Unis
- Distributeur : Film Booking Offices of America (FBO)
- Durée : 5 bobines[2]
- Date de sortie : 24 octobre 1926

## Distribution
- Alberta Vaughn : Princesse Sylvia
- Daniel Makarenko : Le roi Nicholas
- Harland Tucker : Tom Pettibone
- Frank Leigh : Jim Doyle
- Jane Thomas : Flo Doyle
- Cora Williams : Mrs. Pettibone
- Rosa Gore : Mrs. Schrapp
- Sheila Hayward : Bellona